# 魯冰花 (1989年電影)
《魯冰花》（英語：The Dull-Ice Flower）是一部出品於1989年上映，由楊立國執導的臺灣電影，主演陣容包括寒、林義雄、黃坤玄、李淑楨、陳維欣及陳松勇，編劇由吳念真擔任，其電影大致改編自鍾肇政的小說《魯冰花》，該電影以1960年代初台灣農村為背景，並帶出了教育和其他社會議題。

## 標題名稱
魯冰花本是黃色的小花，種於田裡或茶樹間，開花後，被犁入泥土，肥沃土地，它象徵電影或原書中早夭的美術天才兒童，雖早夭，但啟示了人們的心。花名「魯冰花」來自羽扇豆的學名Lupinus，取其音就念成魯冰花，也恰好和台灣客家話與台語的「路邊花」一詞發音相近。象徵默默綻放卻難以被看見的寓意。

## 劇情
民國50年（1961年），郭雲天是一位年輕的美術老師，由大城市外調到山水秀麗卻貧富懸殊的水城鄉任教。這正是春天魯冰花盛開的時候。學校裏，林雪芬和翁秀子是兩位性格不同的女老師。林雪芬溫婉內向，翁秀子活潑明艷，郭雲天獨特的作風和氣質，在她們之中並起漣漪。郭老師發現學生古阿明是個繪畫天才，他自幼喪母，其爸爸是個樸實的茶農，他姐姐古茶妹身兼母職，善體人意。阿明調皮搗蛋，是全班最後一名，但對色彩和周遭事物非常敏銳，有豐富想像力，古阿明的世界躍於畫上，讓郭為之激賞，但是大部分人都看不懂古阿明的畫。
郭受校長之託，主持美術選手訓練班，準備選出優秀者代表學校出外比賽。他認為阿明是表現最傑出的選手，極力栽培古阿明，但此舉卻遭其他老師抵制，他們認為鄉長的小兒子林志鴻才是最有資格代表學校，而古阿明的畫沒人看得懂；眼見學校老師短視近利和不識人才，郭雲天忍無可忍怒問兩位譏諷古阿明才華的老師說「你們知道我為什麼會被調來這種偏鄉嗎？」隨後一拳打過去。事發後郭雲天離開學校，與古阿明道別後，帶走了他的畫架和一張古阿明畫的茶蟲畫作為紀念。
傷心的古阿明因病，他父親無力讓他住院治療，向鄉長借錢又被無情拒絕。古阿明病況加重，加上自己落選，失去出外比賽的資格，唯一的伯樂郭雲天老師又已離去，父親變賣了飼養不久的小豬，要救回古阿明的小生命；在一個小雨綿綿的陰天，古阿明獨自來到山下溪旁，他想實現一直以來的心願，要把這美麗的山和水都畫出來，但這卻成了他最後的一張（對他來說還未完成的畫），也是他小小的年紀在這艱難的人間做的最後一件事，他靜靜地像睡著般走了，手中仍拿著郭雲天老師送的紅色蠟筆。
古阿明下葬後不久，大家才發現郭老師幫他把他畫的茶蟲投稿，並獲得世界兒童繪畫比賽的金牌首獎，記者爭相訪問古茶妹，於是整個水城鄉轟動一時，鄉民都為本地出了個天才而臉上有光，大家都說古阿明是天才早逝，水城鄉鄉長自己也不忘在慶功大會上自我吹噓一番，把其見死不救的無情忘得一乾二淨；可是古茶妹心裡想：「古阿明生前，只聽過郭雲天老師說他是天才，現在因為得獎了，大家才說他是天才，又有什麼用呢？」因為古阿明永遠不能再繪畫了，全世界的人再也看不到他的畫作了。
最後幾個親朋好友一起去古阿明的墳墓前祭奠，並把古阿明生前遺作隨著紙錢焚化，古阿明的爸爸邊哭邊怒怨：「人都死了，要這些榮耀有什麼用？」便含淚把這個代表榮耀的獎狀也一併燒掉，古茶妹感覺到另外一個世界中的古阿明似乎有所安慰。
魯冰花謝了還會再開，但是人呢？天才殞落就很難再誕生一個天才。

## 演員
| 演員   | 角色       |
| 黃坤玄 | 古阿明     |
| 李淑楨 | 古茶妹     |
| 寒     | 郭雲天     |
| 陳維欣 | 林志鴻     |
| 陳松勇 | 乡长林長壽 |
| 張瑞竹 | 翁秀子     |
| 王美雪 | 林雪芬     |
| 林義雄 | 古石松     |
| 方龍   | 校长       |

## 場景
- 苗栗縣頭屋鄉明德水庫周圍
- 臺北市士林區溪山國小
  - 拍攝時亦請大量來自臺北市大安區仁愛國小學童支援

## 主题曲
其主題曲《魯冰花》由陳揚作曲及編曲、姚謙填詞、曾淑勤演唱。由於受限於拍片成本考量，陳揚回想寫這首歌就像在「打仗」，原來導演楊立國臨時通知他「明天要一首主題曲」，對劇情已有相當程度瞭解的陳揚，趕快找老搭檔姚謙溝通歌詞內容，「隔天，姚謙早上7點開始寫歌詞，將近9點寫好後我就開始譜曲，10點歌手曾淑勤就進錄音室，下午就把錄製帶交給導演。」
中國大陸版则由甄妮在1991年央视春晚翻唱該曲，并因此風靡全中國。2020年該劇原著鍾肇政逝世，由甄妮翻唱的同名主題曲獲中國大陸媒體推許為大陸幾代人共同記憶。

## 獎項
- 第26屆金馬獎最佳女配角獎、最佳電影插曲

- 第40屆德國柏林影展：兒童電影單元第三獎
- 第20屆義大利吉豐尼國際兒童影展（英语：Giffoni_Film_Festival）：銅獸獎
- 聯合國教科文組織：人道精神特別獎
- 加拿大里姆斯基影展（英语：Carrousel_international_du_film_de_Rimouski）：最佳女主角獎（李淑楨）、視覺創意獎
- 第8屆德國國際兒童影展：艾森市兒童影本獎
- 第7屆法國蒙貝利耶市電影節：最佳影片金貓熊獎

## 外部連結
- 開眼電影網上《魯冰花》的資料（繁體中文）
- 香港影庫上《魯冰花》的資料（繁體中文）
- 豆瓣电影上《魯冰花》的資料 （简体中文）
- 时光网上《魯冰花》的資料（简体中文）
- 爛番茄上《魯冰花》的資料（英文）
- 互联网电影数据库（IMDb）上《魯冰花》的资料（英文）
- 魯冰花 \ 為貧寒的農民吶喊
- 《新魯冰花》官方部落格 （页面存档备份，存于）